# Leonel Moreira
Leonel Gerardo Moreira Ledezma (Heredia, 4 april 1990) is een Costa Ricaans voetballer die speelt als doelman. In juli 2025 verruilde hij Puntarenas voor Sporting. Moreira maakte in 2011 zijn debuut in het Costa Ricaans voetbalelftal.

## Clubcarrière
Moreira speelde in de jeugdopleiding van Herediano. Zijn debuut in het eerste elftal maakte hij op 8 november 2009, toen met 1–0 gewonnen werd van Universidad de Costa Rica. Hij mocht in de basis beginnen en speelde negentig minuten mee. Vanaf het seizoen 2010/11 speelde hij vaker als basisspeler mee bij de Costa Ricaanse club. In de seizoenen 2012/13, 2014/15, 2015/16 en 2016/17 kroonde hij zich met Herediano tot landskampioen. In januari 2019 werd de doelman voor twaalf maanden op huurbasis overgenomen door Pachuca. Na een half seizoen besloot Pachuca de doelman definitief over te nemen, om hem direct weer te verhuren aan Bolívar. In januari 2020 nam Alajuelense hem op huurbasis over voor een periode van anderhalf jaar. Na deze verhuurperiode werd hij volledig ingelijfd door de Costa Ricaanse club. In januari 2025 stapte de doelman transfervrij over naar Puntarenas. Een half seizoen later nam Sporting hem over.

## Clubstatistieken
| Seizoen | Club          | Competitie       | Competitie | Competitie | Beker | Beker | Internationaal | Internationaal | Totaal | Totaal |
| Seizoen | Club          | Competitie       | Wed.       | Dlp.       | Wed.  | Dlp.  | Wed.           | Dlp.           | Wed.   | Dlp.   |
| ------- | ------------- | ---------------- | ---------- | ---------- | ----- | ----- | -------------- | -------------- | ------ | ------ |
| 2009/10 | Herediano     | Primera División | 1          | 0          | 0     | 0     | —              | —              | 1      | 0      |
| 2010/11 | Herediano     | Primera División | 32         | 0          | 0     | 0     | —              | —              | 32     | 0      |
| 2011/12 | Herediano     | Primera División | 19         | 0          | 0     | 0     | 3              | 0              | 22     | 0      |
| 2012/13 | Herediano     | Primera División | 37         | 0          | 0     | 0     | 3              | 0              | 40     | 0      |
| 2013/14 | Herediano     | Primera División | 41         | 0          | 0     | 0     | 2              | 0              | 43     | 0      |
| 2014/15 | Herediano     | Primera División | 15         | 0          | 0     | 0     | 3              | 0              | 18     | 0      |
| 2015/16 | Herediano     | Primera División | 50         | 0          | 0     | 0     | 4              | 0              | 54     | 0      |
| 2016/17 | Herediano     | Primera División | 32         | 0          | 0     | 0     | 2              | 0              | 34     | 0      |
| 2017/18 | Herediano     | Primera División | 49         | 0          | 0     | 0     | 2              | 0              | 51     | 0      |
| 2018/19 | Herediano     | Primera División | 19         | 0          | 0     | 0     | 7              | 0              | 26     | 0      |
| 2018/19 | → Pachuca     | Liga MX          | 0          | 0          | 4     | 0     | —              | —              | 4      | 0      |
| 2019/20 | Pachuca       | Liga MX          | —          | —          | —     | —     | —              | —              | 0      | 0      |
| 2019    | → Bolívar     | Primera División | 23         | 0          | 0     | 0     | —              | —              | 23     | 0      |
| 2019/20 | → Alajuelense | Primera División | 17         | 0          | 0     | 0     | —              | —              | 17     | 0      |
| 2020/21 | → Alajuelense | Primera División | 40         | 0          | 0     | 0     | 5              | 0              | 45     | 0      |
| 2021/22 | Alajuelense   | Primera División | 38         | 0          | 1     | 0     | 4              | 0              | 43     | 0      |
| 2022/23 | Alajuelense   | Primera División | 33         | 0          | 0     | 0     | 7              | 0              | 40     | 0      |
| 2023/24 | Alajuelense   | Primera División | 40         | 0          | 0     | 0     | 10             | 0              | 50     | 0      |
| 2024/25 | Alajuelense   | Primera División | 25         | 0          | 1     | 0     | 10             | 0              | 36     | 0      |
| 2024/25 | Puntarenas    | Primera División | 24         | 0          | 1     | 0     | —              | —              | 25     | 0      |
| 2025/26 | Sporting      | Primera División | 0          | 0          | 0     | 0     | —              | —              | 0      | 0      |
| Totaal  | Totaal        | Totaal           | 535        | 0          | 7     | 0     | 62             | 0              | 604    | 0      |

Bijgewerkt op 9 juli 2025.

## Interlandcarrière
Moreira maakte zijn debuut in het Costa Ricaans voetbalelftal op 2 juli 2011, toen met 1–0 verloren werd van Colombia door een doelpunt van Adrián Ramos. De doelman mocht van bondscoach Ricardo La Volpe als basisspeler aan het duel beginnen en hij speelde het gehele duel mee. De andere debutant dit duel was Francisco Calvo (eveneens Herediano).
Moreira werd in mei 2018 door Óscar Antonio Ramírez opgenomen in de selectie van Costa Rica voor het wereldkampioenschap in Rusland. Op dit toernooi werd achtereenvolgens verloren van Servië (0–1) en Brazilië (2–0), waarna tegen Zwitserland nog een puntje werd behaald: 2–2. Moreira bleef in alle wedstrijden negentig minuten op de bank zitten.
| Interlands van Leonel Moreira voor Costa Rica | Interlands van Leonel Moreira voor Costa Rica | Interlands van Leonel Moreira voor Costa Rica | Interlands van Leonel Moreira voor Costa Rica | Interlands van Leonel Moreira voor Costa Rica | Interlands van Leonel Moreira voor Costa Rica | Interlands van Leonel Moreira voor Costa Rica |
| №                                             | Datum                                         | Wedstrijd                                     | Uitslag                                       | Competitie                                    | Goals                                         |                                               |
| Als speler bij Herediano                      | Als speler bij Herediano                      | Als speler bij Herediano                      | Als speler bij Herediano                      | Als speler bij Herediano                      | Als speler bij Herediano                      | Als speler bij Herediano                      |
| --------------------------------------------- | --------------------------------------------- | --------------------------------------------- | --------------------------------------------- | --------------------------------------------- | --------------------------------------------- | --------------------------------------------- |
| 1                                             | 2 juli 2011                                   | Colombia – Costa Rica                         | 1 – 0                                         | Copa América 2011                             |                                               |                                               |
| 2                                             | 7 juli 2011                                   | Bolivia – Costa Rica                          | 0 – 2                                         | Copa América 2011                             |                                               |                                               |
| 3                                             | 11 juli 2011                                  | Argentinië – Costa Rica                       | 3 – 0                                         | Copa América 2011                             |                                               |                                               |
| 4                                             | 14 augustus 2013                              | Dominicaanse Republiek – Costa Rica           | 0 – 4                                         | Vriendschappelijk                             |                                               |                                               |
| 5                                             | 25 januari 2014                               | Costa Rica – Zuid-Korea                       | 0 – 1                                         | Vriendschappelijk                             |                                               |                                               |
| 6                                             | 27 mei 2016                                   | Costa Rica – Venezuela                        | 2 – 1                                         | Vriendschappelijk                             |                                               |                                               |
| 7                                             | 15 januari 2017                               | Belize – Costa Rica                           | 0 – 3                                         | Copa Centroamericana 2017                     |                                               |                                               |
| 8                                             | 14 november 2017                              | Hongarije – Costa Rica                        | 1 – 0                                         | Vriendschappelijk                             |                                               |                                               |
| 9                                             | 3 juni 2018                                   | Costa Rica – Noord-Ierland                    | 3 – 0                                         | Vriendschappelijk                             |                                               |                                               |
| 10                                            | 11 september 2018                             | Japan – Costa Rica                            | 3 – 0                                         | Vriendschappelijk                             |                                               |                                               |
| 11                                            | 5 juni 2019                                   | Peru – Costa Rica                             | 1 – 0                                         | Vriendschappelijk                             |                                               |                                               |
| 12                                            | 16 juni 2019                                  | Costa Rica – Nicaragua                        | 4 – 0                                         | Gold Cup 2019                                 |                                               |                                               |
| 13                                            | 20 juni 2019                                  | Costa Rica – Bermuda                          | 2 – 1                                         | Gold Cup 2019                                 |                                               |                                               |
| 14                                            | 24 juni 2019                                  | Haïti – Costa Rica                            | 2 – 1                                         | Gold Cup 2019                                 |                                               |                                               |
| 15                                            | 29 juni 2019                                  | Mexico – Costa Rica                           | 1 – 1 (5 – 4 n.s.)                            | Gold Cup 2019                                 |                                               |                                               |
| Als speler bij Alajuelense                    |                                               |                                               |                                               |                                               |                                               |                                               |
| 16                                            | 27 maart 2021                                 | Bosnië en Herzegovina – Costa Rica            | 0 – 0                                         | Vriendschappelijk                             |                                               |                                               |
| 17                                            | 3 juni 2021                                   | Mexico – Costa Rica                           | 1 – 1 (5 – 4 n.s.)                            | Nations League 2019/20                        |                                               |                                               |
| 18                                            | 6 juni 2021                                   | Honduras – Costa Rica                         | 1 – 1 (5 – 4 n.s.)                            | Nations League 2019/20                        |                                               |                                               |
| 19                                            | 9 juni 2021                                   | Verenigde Staten – Costa Rica                 | 4 – 0                                         | Vriendschappelijk                             |                                               |                                               |
| 20                                            | 12 juli 2021                                  | Costa Rica – Guatemala                        | 3 – 1                                         | Gold Cup 2021                                 |                                               |                                               |
| 21                                            | 20 juli 2021                                  | Costa Rica – Jamaica                          | 1 – 0                                         | Gold Cup 2021                                 |                                               |                                               |
| 22                                            | 13 oktober 2021                               | Verenigde Staten – Costa Rica                 | 2 – 1                                         | WK 2022 kwalificatie                          |                                               |                                               |
| 23                                            | 12 november 2021                              | Canada – Costa Rica                           | 1 – 0                                         | WK 2022 kwalificatie                          |                                               |                                               |
| 24                                            | 2 juni 2022                                   | Panama – Costa Rica                           | 2 – 0                                         | Nations League 2022/23                        |                                               |                                               |

Bijgewerkt op 9 juli 2025.

## Erelijst
| Primera División | 5 | 2012/13, 2014/15, 2015/16, 2016/17, 2020/21 |